# Али ибн Мазъяд
Санад ад-Даула Абу-ль-Хасан Али ибн Мазъяд аль-Асади ан-Нашин (араб. أبو الحسن علي بن مزيد الأسدي ‎, тур. Senâüddevle Ali b. Mezyed; ум. 1017/18) — основатель эмирата Мазъядидов в Центральном Ираке и одноимённой династии, правившей им с  961/ 997/ 1012 года по примерно 1150 год.

## Биография
В книге «Аль-Манакиб Аль-Мазидия» (араб. كتاب المناقب المزيدية في أخبار الملوك الأسدية‎), написанной Абу Аль-Бака аль-Хилли (жил в конце V — начале VI веков хиджры в эль-Хилле), отцом Али указан некий Мазъяд бин Мартад бин Ад-Дияна бин Удура бин Адли бин Гелд бин Джуби бин Убада бин Малик бин Амр бин Аби Аль-Музаффар бин Малик бин Ауф бин Муавия бин Каср бин Нашира бин Наср бин Савах бин Саад бин Малик бин Талаба бин Додан. С некоторыми отличиями происхождение семьи указано в книге «Корона невесты из жемчуга аль-Кададиал-Замуса», написанной Муртада аз-Забиди.
Али I ибн Мазъяд принадлежал к племени бени Асад, которое из пустынь Центральной Аравии переселилось к Евфрату вместе с родственным ему племенем бени Дубайс, осевшим по соседству. Британский историк С. Лейн-Пул указывал 1012 год как начало правления Али, но, по словам востоковеда Дж. Макдиси, Али ибн Мазъяд начал править задолго до этой даты. Согласно К. Босуорту (опиравшемуся на Ибн аль-Джаузи), примерно между  956 и  963 годами визирь буидского султана Муизз ад-Даулы передал Али I земли между Хитом и эль-Куфой для охраны Суры и её окрестностей. Али стал правителем земель, которые, вероятно, включали Нил, эль-Фаллуджу и Джамиайн. Под 387 годом Ибн аль-Асир записал: «В этом году Абу аль-Хасан Али ибн Мазид отошёл от послушания Баха ад-Дауле». Этим годом ( 997) турецкий медиевист А. Озаидин датировал возникновение эмирата Мазъядидов.
Ибн аль-Джаузи упоминал, что Али возглавлял карательную экспедицию Буидов против бени Хафадж (одно из трёх частей племени бану Укайл). В  1003 году вали Буидов в Ираке Али ибн Устад-Хурмуз подтвердил права Али на правление (в отношении неназванных территорий). Али заложил основы политики своих потомков по отношению к сюзеренам: чередование покорности и неповиновения. В  1006/07 году буидский султан Баха ад-Даула присоединил к землям Али город аль-Джамиайн на Евфрате (около развалин Вавилона), ранее принадлежавший другому вассалу Буидов, представителю рода Укайлидов. Во время правления Али аль-Джамиайн постепенно перестал упоминаться в источниках, ему на смену пришёл город эль-Хилла, выросший из временного лагеря внутри или рядом с аль-Джамиайном.
В  1010/11 году брат Али, Мухаммад, на одном из родственных собраний убил представителя племени бени Дубайс, после чего сам был убит членами племени. Это вылилось в длительную войну родственных племён. Стремясь отомстить за брата, Али в  июле 1014 года организовал кампанию против бени Дубайс и убил двух человек.
Между тем, в 1012 году Буид Султан ад-Даула, сменивший Баха ад-Даулу, также признал права Али на правление. В  сентябре 1016 в Кербеле от опрокинувшихся свечей сгорел храм Имама Хусейна. Из-за этого между местными общинами суннитов и шиитов произошли столкновения, в результате которых шииты с алавитами бежали к Али ибн Мазъяду, который укрыл их, поскольку Мазъядиды сами были шиитами.
Согласно Ибн аль-Асиру, не позднее 1014 года Али собирался воевать с Анназидом Абуль Шауком, правителем эмирата в восточном Ираке, однако после переговоров было достигнуто примирение, а сын Али, Дубайс, женился на сестре Абуль Шаука. Али скончался в  апреле 1018 года после долгого правления, и Дубайс наследовал ему. Согласно Ибн Халликану, в это время Дубайсу было 14 лет. В годы его правления вражда с племенем бени Дубайс затихла.

## Семья
В источниках упоминается одна жена Али. По сообщению Ибн аль-Асира, она была из племени бени Дубайс, и в 1014 году, когда Али собирался напасть на бени Дубайс, она ночью предупредила своего брата Мудхара ибн Дубайса. Али рассердился и хотел с ней развестись.
Известно о трёх сыновьях Али: наследовавшем ему Дубайсе и претендовавших на власть аль-Мукалладе и Табите.